# Đạn tuần kích

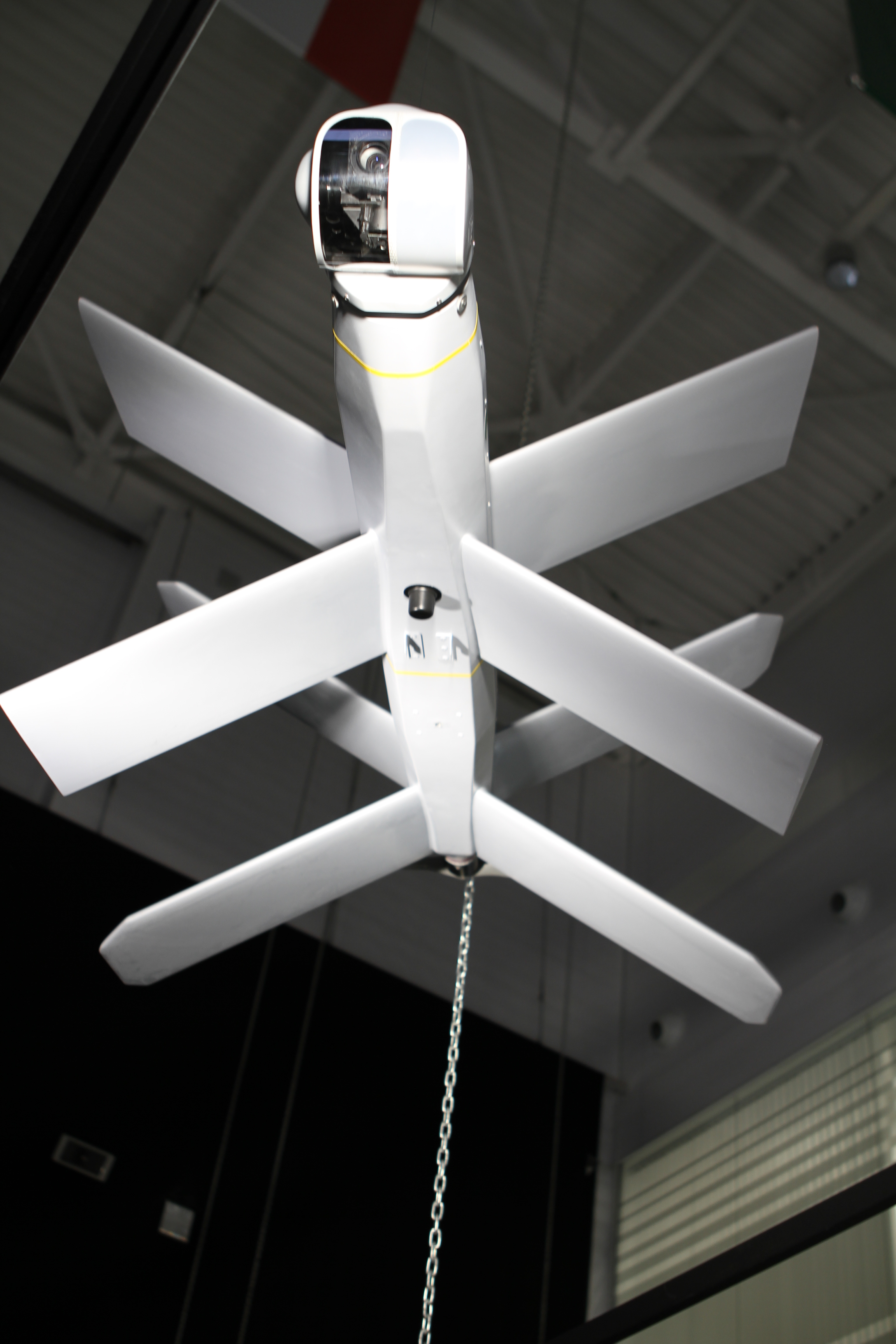
Đạn tuần kích ZALA Lancet của Nga tại triển lãm ARMY-2020

Đạn tuần kích (còn được gọi là máy bay không người lái tự sát, máy bay không người lái kamikaze, hoặc máy bay không người lái phát nổ) là một loại vũ khí trên không có đạn tích hợp (đầu đạn), có thể lảng vảng (chờ thụ động) xung quanh khu vực mục tiêu cho đến khi xác định được mục tiêu, sau đó tấn công bằng cách đâm vào mục tiêu đó. Đạn tuần kích cho phép thời gian phản ứng nhanh hơn trước các mục tiêu ẩn xuất hiện trong thời gian ngắn mà không cần đặt các bệ phóng có giá trị cao gần khu vực mục tiêu, đồng thời cho phép nhắm mục tiêu có chọn lọc hơn vì cuộc tấn công có thể được thay đổi giữa chuyến bay hoặc bị hủy bỏ.
Đạn tuần kích bù đắp vào khoảng trống giữa tên lửa hành trình và máy bay chiến đấu không người lái (UCAV), có chung đặc điểm với cả hai. Chúng khác với tên lửa hành trình do được thiết kế để lảng vảng trong một khoảng thời gian tương đối dài xung quanh khu vực mục tiêu và khác với UCAV do được thiết kế để sử dụng trong một cuộc tấn công bằng đầu đạn tích hợp. Như vậy, chúng cũng có thể được coi là vũ khí tầm xa phi truyền thống.
Đạn tuần kích lần đầu tiên xuất hiện vào thập niên 1980 trong vai trò áp chế phòng không của đối phương (SEAD) chống lại tên lửa đất đối không (SAM) và được triển khai trong vai trò đó với một số lực lượng quân sự vào thập niên 1990. Bắt đầu từ thập niên 2000, đạn tuần kích đã được phát triển cho các vai trò bổ sung, từ tấn công tầm xa và hỗ trợ hỏa lực cho đến các hệ thống chiến thuật tầm ngắn có thể bỏ vừa trong ba lô.

## Đặc trưng
Đạn tuần kích có thể đơn giản như một phương tiện bay không người lái (UAV) có gắn chất nổ được gửi đi thực hiện một nhiệm vụ kamikaze tiềm năng, và thậm chí có thể được chế tạo bằng những chiếc quadcopters thương mại có gắn chất nổ.
Các loại đạn được chế tạo có mục đích phức tạp hơn về khả năng bay và điều khiển, kích thước và thiết kế đầu đạn cũng như các cảm biến trên tàu để định vị mục tiêu. Một số loại đạn tuần kích sử dụng người điều khiển để xác định vị trí mục tiêu trong khi những loại khác, chẳng hạn như IAI Harop, có thể hoạt động tự tìm kiếm và khởi động các cuộc tấn công mà không cần sự can thiệp của con người. Một ví dụ khác là các giải pháp UVision HERO – các hệ thống lảng vảng được vận hành từ xa, được điều khiển trong thời gian thực bởi một hệ thống liên lạc và được trang bị một camera quang điện mà trạm chỉ huy và điều khiển sẽ nhận được hình ảnh.
Một số loại đạn tuần kích có thể quay trở lại và được người điều khiển thu hồi nếu chúng không được sử dụng trong một cuộc tấn công và có đủ nhiên liệu; đặc biệt đây là đặc điểm của UAV có khả năng nổ thứ cấp. Các hệ thống khác, chẳng hạn như Delilah không có tùy chọn thu hồi và tự hủy khi nhiệm vụ hủy bỏ.
Một số thiết bị đạn tuần kích nổi tiếng:
- AeroVironment Switchblade 300 và 600;
- ZALA Lancet;
- Geran-2
- IAI Harop
- NCSIST Chien Hsiang

## Thư viện ảnh

Đạn tuần kích HERO 120 của Israel
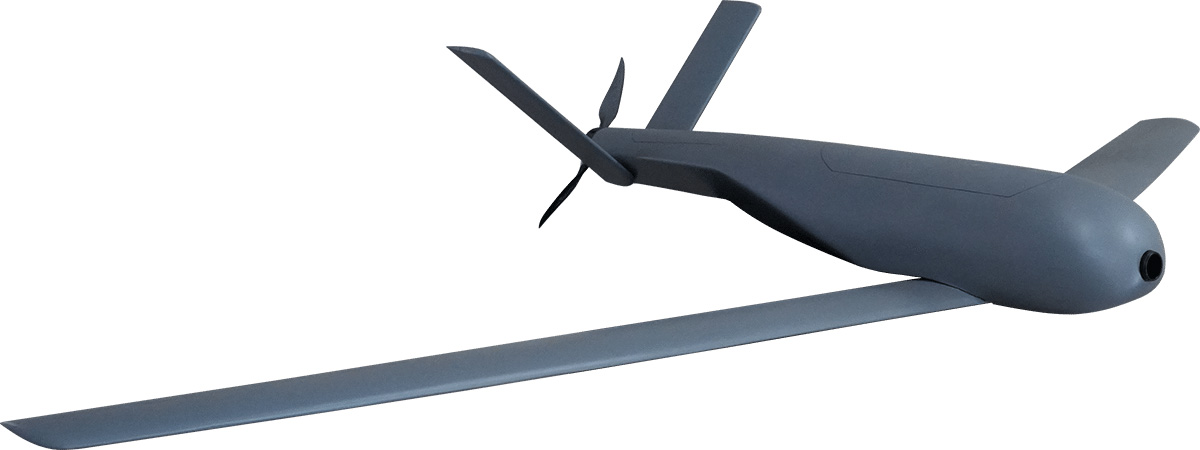
Đạn tuần kích Atlas của Hoa Kỳ
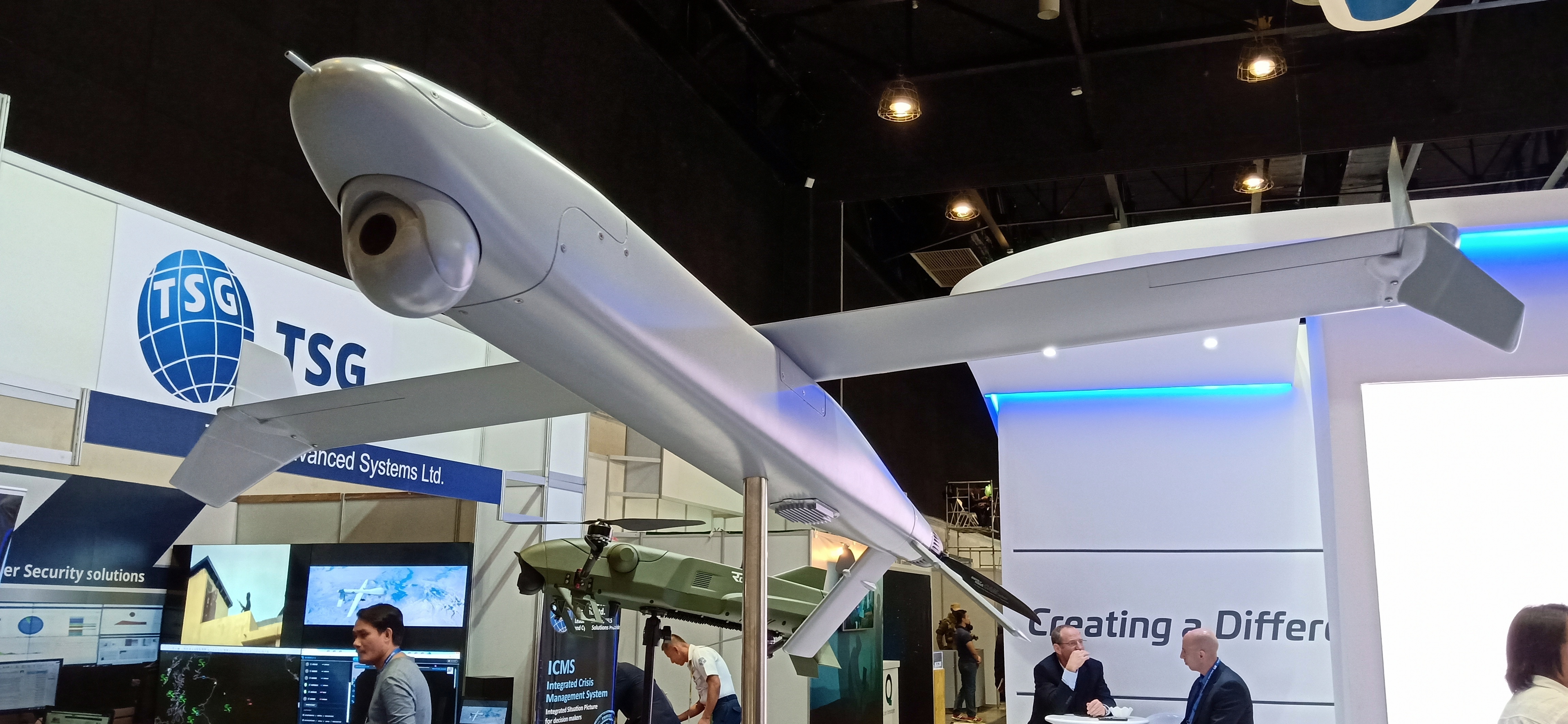
Đạn tuần kích Green Dragon của Israel tại triển lãm ADAS 2018
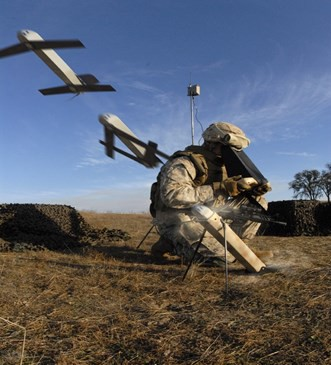
Binh sĩ Hoa Kỳ phóng đạn tuần kích Switchblade 300
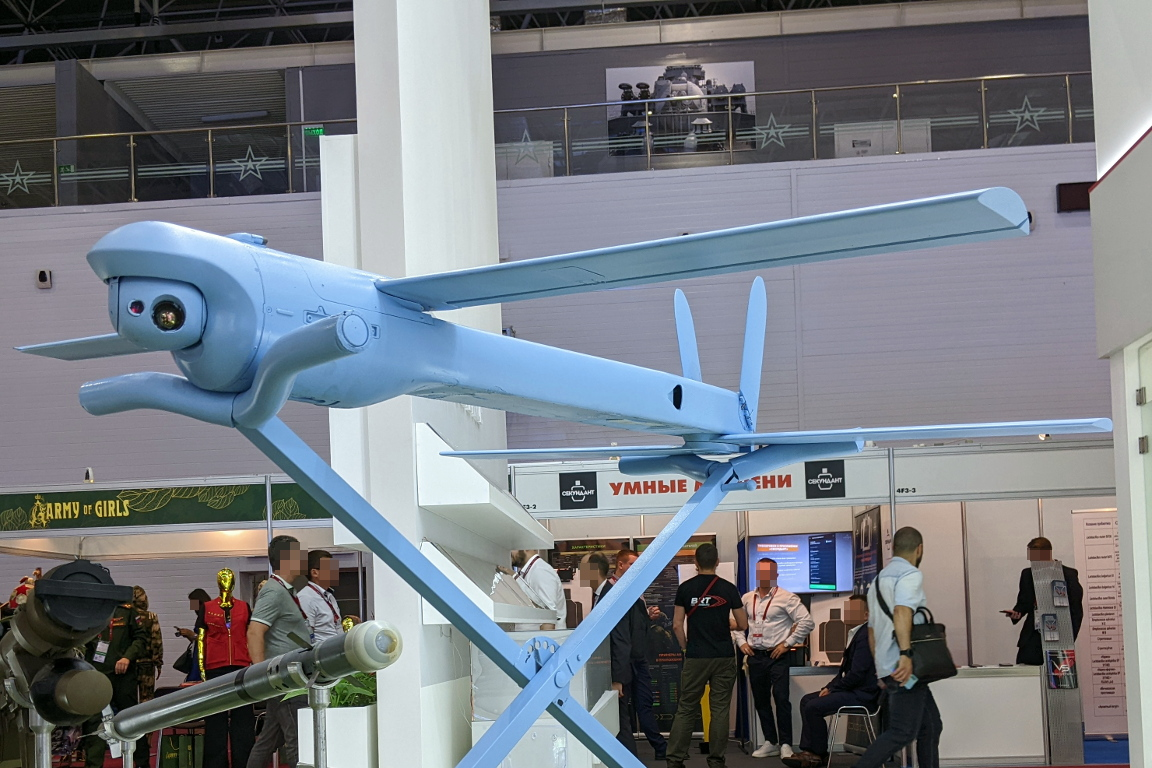
Đạn tuần kích FH-901 của Trung Quốc tại triển lãm ARMY-2022
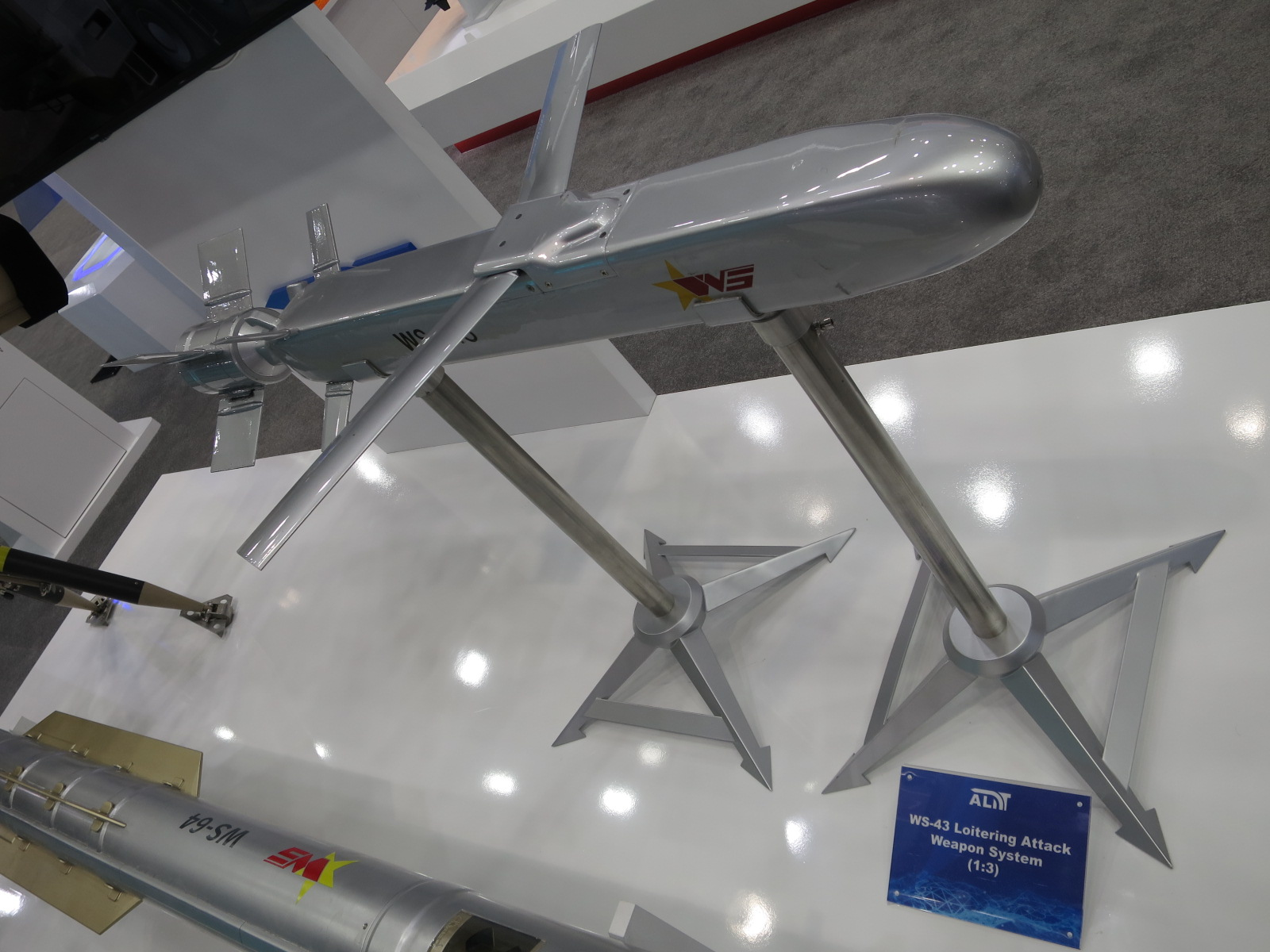
Đạn tuần kích WS-43 của Trung Quốc tại triển lãm IDEX 2023
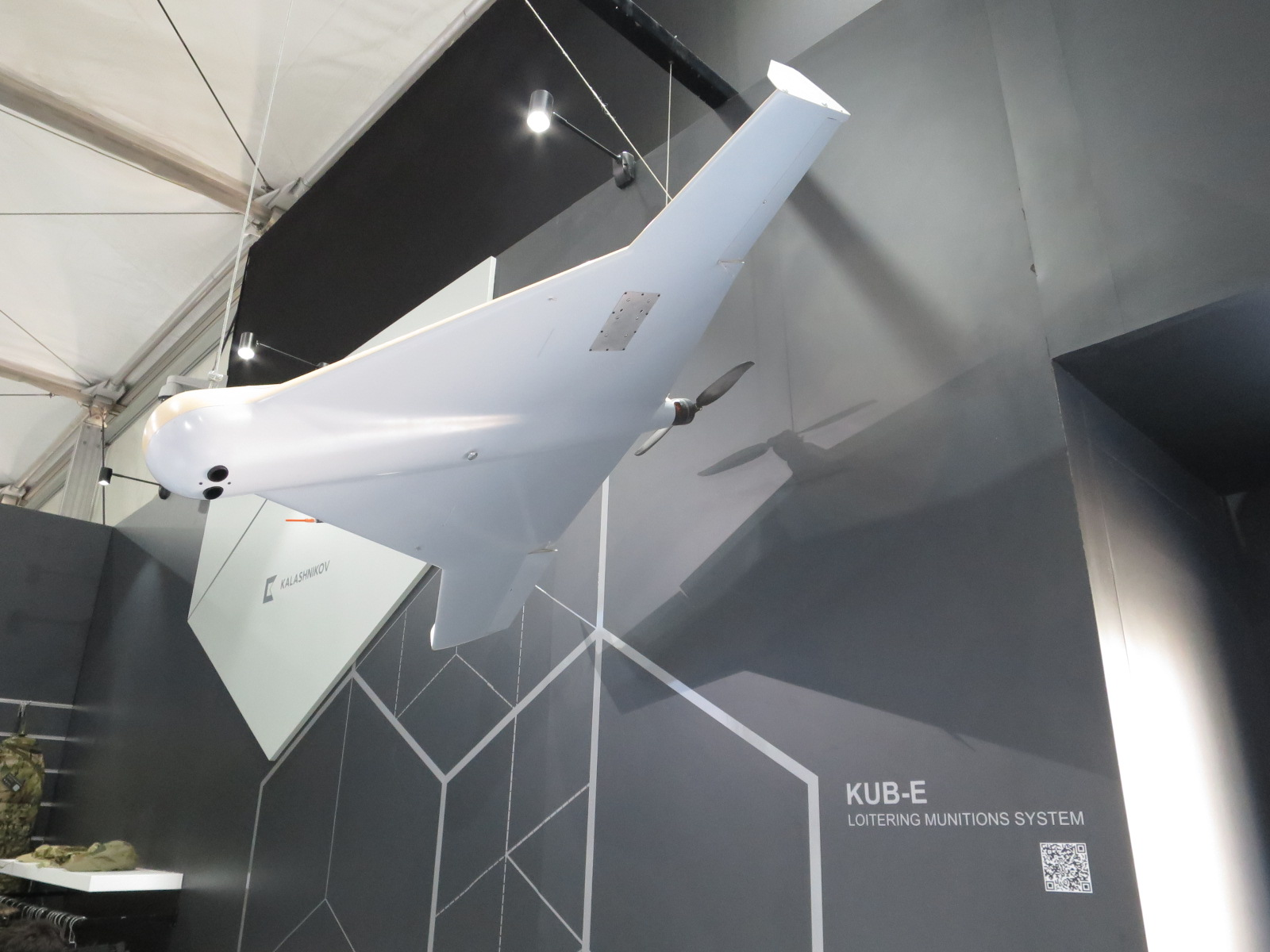
Đạn tuần kích KUB-E của Nga tại triển lãm IDEX 2023
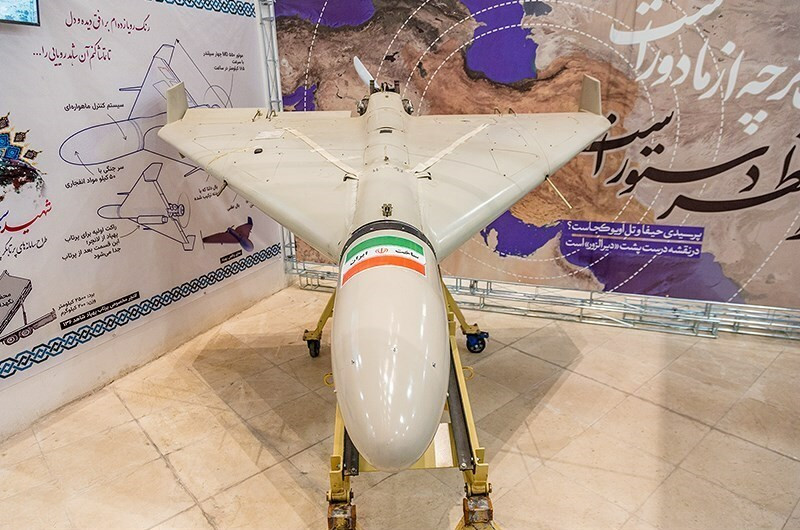
Đạn tuần kích Shahed-136 của Iran tại triển lãm Sky of Power năm 2023